# Labeobarbus crassibarbis
Labeobarbus crassibarbis es una especie de peces de la familia Cyprinidae, orden Cypriniformes.
Son peces dulceacuícolas endémicos del lago Tana (Etiopía  que pueden llegar alcanzar los 50,5 cm de longitud total.